# Mike Birbiglia

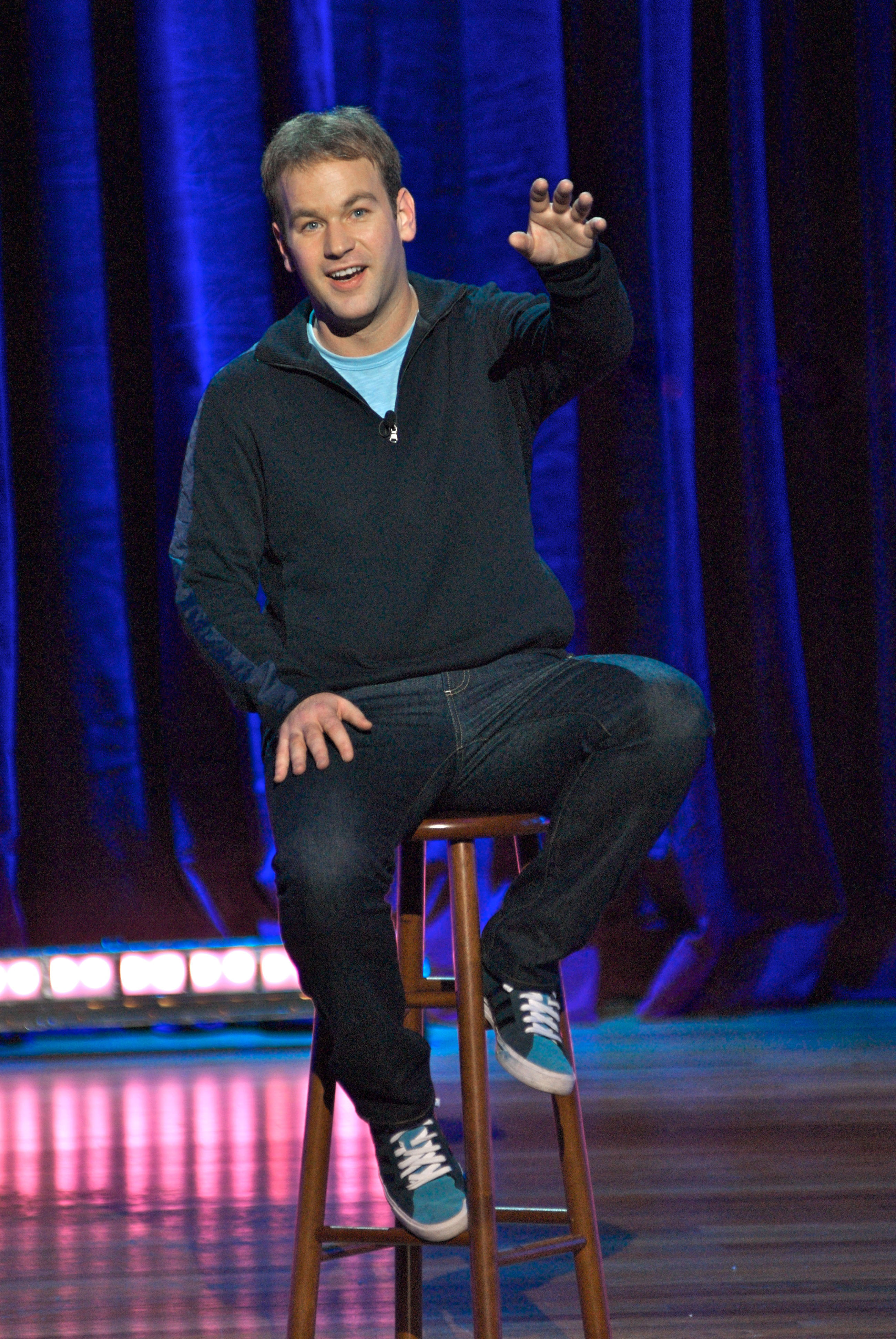
Mike Birbiglia

Mike Birbiglia (* 20. Juni 1978 in Shrewsbury, Massachusetts) ist ein US-amerikanischer Entertainer, Filmemacher und Autor.

## Kindheit und Jugend
Birbiglia, der als Jüngster von vier Geschwistern geboren wurde, ist italienischer Abstammung. Birbiglia besuchte die St. John’s High School, sowie bis 1996 die St. Mark’s School in Shrewsbury, Massachusetts.
Eigenen Angaben zufolge war er von Steven Wright inspiriert, in seiner Jugend Witze aufzuschreiben. Im Jahr 2000 graduierte er am Georgetown University in Washington, D.C.
Während seiner Collegezeit war er Mitglied des Improvisationstheaters und arbeitete im örtlichen Comedy-Club und trat im The Improv in Washington, D.C. auf.

## Karriere
Nach einem Umzug nach New York im Jahr 2000 trat Mike Birbiglia erstmals 2002 bei der Late Show with David Letterman auf.
Er trat 2003 bei dem U.S. Comedy Arts Festival in Aspen auf und gab erstmals Beiträge an die Radiosendung The Moth weiter. Im Jahr 2004 erschien sein erstes Comedy-Album Dog Years. My Secret Public Album, Volume 1a, eine Zusammenstellung seiner Auftritte in The Bob and Tom Show folgte im Jahr darauf. 2006 erschien Two Drink Mike (2006), My Secret Public Journal Live (2007) über Comedy Central Records. Im Jahr 2007 war Birbiglia in dem Independent-Film Stanley Cuba, der am Santa Barbara International Film Festival premiere feierte, zu sehen.
2008 startete er seine eigene Comedy-Show Sleepwalk with me, mit der er off-Broadway im Bleecker Street Theater auftrat. The Show wurde von Nathan Lane promoted. Die New York Times beschrieb sie als "simply perfect".
2010 veröffentlichte Birbiglia das Buch Sleepwalk with Me, and Other Painfully True Storys, sowie 2011 eine Audiofassung, welches die Billboard Comedy Charts anführte. Das Buch, das ebenfalls auf Bestsellerlisten der New York Times und der Washington Post erschien, war Kandidat für den Thurber Prize for American Humor im Jahr 2011.
2011 startete er ebenfalls seine zweite One-Man Show My Girlfriend’s Boyfriend, mit der er bis Juni 2013 auch in Kanada, Australien und Großbritannien auftrat.
Sein Debüt als Filmproduzent und Regisseur gab er mit dem gleichnamigen Film, der seine REM-Schlaf-Verhaltensstörung und sein Schlafwandeln aufgreift.
Der Film feierte seine Premiere bei dem Sundance Film Festival und gewann den NEXT Audience Award. Außerdem wurde es als "Festival Favorites" beim Film-Festival South by Southwest in Austin, Texas aufgeführt. Es folgten Auftritte in den Filmen Trainwreck, Going the Distance, Cedar Rapids, Your Sister’s Sister und The Fault in Our Stars. Des Weiteren Auftritte in den Fernsehserien Girls, Inside Amy Schumer, und Broad City. Für seine Rolle in Orange Is the New Black erhielt er 2016 den Screen Actors Guild Award.
Bei seinem 2016 erschienenen zweiten Film Don't Think Twice bediente er sich seiner Erfahrungen aus dem Improvisationstheater.
Im Februar 2017 wurde ein Auftritt von Mike Birbiglia unter dem Namen Thank God for Jokes auf Netflix veröffentlicht.
Im April 2017 kündigte Mike die Show The New One an. Er trat damit zuerst Off-broadway in 25 Städten auf. Aufgrund gestiegener Nachfrage trat er von Oktober 2018 bis Januar 2019 auf dem Broadway im Cort Theatre auf.

## This American Life
Birbiglia trägt regelmäßig Inhalte zu der Sendung This American Life des Public Radio International bei.

## Privatleben
Mike Birbiglia ist verheiratet und hat eine Tochter.

## Filmografie

### Filme
- 2007: Stanley Cuba
- 2010: Verrückt nach dir
- 2011: Willkommen in Cedar Rapids
- 2011: Your Sister’s Sister
- 2012: Sleepwalk with Me
- 2014: Das Schicksal ist ein mieser Verräter
- 2014: Adult Beginners
- 2014: Annie
- 2015: Digging for Fire
- 2015: Miss Bodyguard – In High Heels auf der Flucht
- 2015: Dating Queen (Trainwreck)
- 2016: Popstar: Never Stop Never Stopping
- 2016: Don’t Think Twice
- 2016: Tramps
- 2017: Little Door Gods
- 2022: Ein Mann namens Otto (A Man Called Otto)

### Fernsehen
| Jahr      | Titel                   | Rolle            | Bemerkungen                                                               |
| --------- | ----------------------- | ---------------- | ------------------------------------------------------------------------- |
| 2012      | Girls                   | Brian            | Episode Vagina Panic                                                      |
| 2013–2014 | Inside Amy Schumer      | Various          | 2 Episoden: Slow Your Roll, Wingwoman                                     |
| 2015–2016 | Orange Is the New Black | Danny Pearson    | 12 Episoden                                                               |
| 2017      | Broad City              | Richard Miller   | Episode House-Sitting                                                     |
| 2018      | Billions                | Oscar Langstraat | 5 Episoden: Hell of a Ride, The Flaw in the Death Star, The Third Ortolan |
| 2018      | Summer Camp Island      | Howard           | 5 Episoden: Synchronsprecher                                              |

### Standup Comedy
- What I Should Have Said Was Nothing: Tales From My Secret Public Journal (2008)
- My Girlfriend’s Boyfriend (2013)
- Thank God for Jokes (2017) - Netflix Originals special
- The New One (2019) - Netflix Originals special
- The Old Man & The Pool  (2023) - Netflix Originals special

## Diskografie
- 2004: Dog Years
- 2005: Invite Them Up
- 2005: My Secret Public Album, Volume 1a
- 2006: Two Drink Mike
- 2007: My Secret Public Journal Live
- 2011: Sleepwalk with Me Live
- 2013: My Girlfriend’s Boyfriend
- 2017: Thank God for Jokes

## Veröffentlichungen
- Mike Birbiglia: Sleepwalk with Me: and Other Painfully True Stories. Simon & Schuster, 2010, ISBN 978-1-4391-5799-2.

## Auszeichnungen und Nominierungen
| Jahr | Auszeichnung                          | Titel                                             | Kategorie                                                                | Ergebnis  |
| ---- | ------------------------------------- | ------------------------------------------------- | ------------------------------------------------------------------------ | --------- |
| 2003 | ECNY Award                            | Stand-up comedy                                   | Best Male Stand-up                                                       | Gewonnen  |
| 2009 | Nightlife Awards                      | Sleepwalk with Me                                 | Outstanding Comedian in a Major Engagement                               | Gewonnen  |
| 2009 | Outer Critics Circle                  | Sleepwalk with Me                                 | Outstanding Solo Show                                                    | Nominiert |
| 2009 | Lucille Lortel                        | Sleepwalk with Me                                 | Outstanding Solo Show                                                    | Nominiert |
| 2009 | Drama Desk                            | Sleepwalk with Me                                 | Outstanding Solo Performance                                             | Nominiert |
| 2011 | Outer Critics Circle                  | My Girlfriend’s Boyfriend                         | Outstanding Solo Show                                                    | Nominiert |
| 2011 | Drama Desk                            | My Girlfriend’s Boyfriend                         | Outstanding Solo Performance                                             | Nominiert |
| 2011 | Lucille Lortel                        | My Girlfriend’s Boyfriend                         | Outstanding Solo Show                                                    | Gewonnen  |
| 2011 | Thurber Prize for American Humor      | Sleepwalk with Me and Other Painfully True Storys |                                                                          | Finalist  |
| 2012 | Sundance Film Festival Audience Award | Sleepwalk with Me (Film)                          | Best of NEXT                                                             | Gewonnen  |
| 2012 | Gotham Awards                         | Sleepwalk with Me (Film)                          | Breakthrough Actor                                                       | Nominiert |
| 2016 | Screen Actors Guild Award             | Orange is the New Black                           | Screen Actors Guild Award/Bestes Schauspielensemble in einer Comedyserie | Gewonnen  |
| 2016 | Lucille Lortel                        | Mike Birbiglia: Thank God For Jokes               | Outstanding Solo Show                                                    | Nominiert |
| 2017 | Just For Laughs Awards                | Stand-up Comedy                                   | Stand-Up Comedian of the Year                                            | Gewonnen  |
| 2017 | Kurt Vonnegut Humor Award             |                                                   |                                                                          | Gewonnen  |